# Kębłowo Nowowiejskie
Kębłowo Nowowiejskie [pronunciación en polaco: /kɛmˈbwɔvɔ nɔvɔˈvjɛi̯skʲɛ/] (en alemán: Kamelow) es un pueblo ubicado en el distrito administrativo de gmina Nowa Wieś Lęborska, dentro del condado de Lębork, voivodato de Pomerania, en Polonia del norte. Se encuentra aproximadamente a 4 kilómetros al noreste de Nowa Wieś Lęborska, a 4 kilómetros al noreste de Lębork, y a 61 kilómetros al noroeste de la capital regional Gdańsk.
Para detalles de la historia de la región, véase Historia de Pomerania.
El pueblo tiene una población de 492 habitantes.